# Sitges de Burjassot
El Pati de les Sitges, o simplement Les Sitges, és un monument constituït per un conjunt de dipòsits destinats a emmagatzemar blat per al consum dels habitants de la ciutat de València i poblacions dels voltants. Està situat a la localitat de Burjassot. És Bé d'Interès Cultural des de 1982

## Història

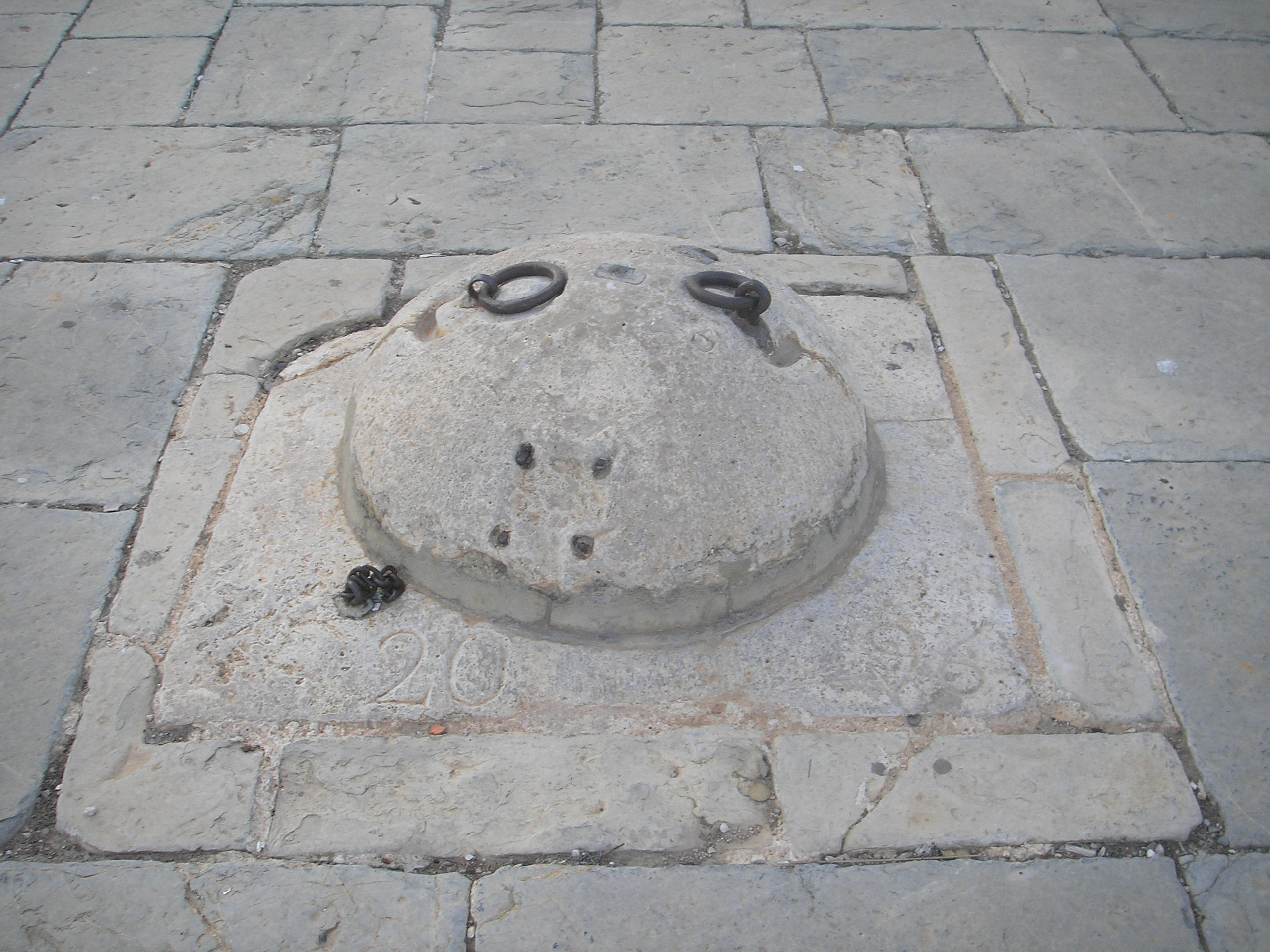
Tapadora d'una sitja

Durant el segle xvi la ciutat de València sofrí alguns problemes d'abastiment de blat a causa del dèficit que el Regne de València presentava i, per tant, es veia obligat a comprar-lo als Regnes de Castella i d'Aragó. El problema apareixia quan, per problemes de males collites, aquests també tenien problemes amb les existències dels cereals. L'alternativa fou potenciar la importació de blat sicilià per via marítima, però les grans quantitats que arribaven al Grau no podien guardar-se en les tradicionals botigues o magatzems. Per evitar aquests problemes, el govern de la ciutat (el Consell) decidí construir de manera experimental el 1573 tres sitges per allotjar-hi el cereal i, per tant, disposar d'una reserva en cas de necessitat. A més a més s'aconseguia el blat al millor preu possible en origen en poder jugar amb el nivell d'existències.
La localització elegida fou un xicotet tossal calcari proper a Burjassot. Aquesta decisió no fou a l'atzar, ja que el material de què estava formada aquesta elevació li conferia unes característiques més apropiades per mantenir en excel·lents condicions el blat durant llargs períodes.
Com l'experiment fou satisfactori, l'any següent es decidí la construcció d'unes quantes sitges més. La quantitat de dipòsits anà augmentant fins a l'any 1806, quan sota el regnat de Carles IV s'inaugurà oficialment l'edificació, després d'haver-la dotat de magatzems en superfície, pou, terrassa enllosada, creu de terme i mur de protecció. Arribaren a existir quaranta-set sitges, encara que actualment només se'n conserven quaranta-una. El 1931 s'abandonà la seua funció i des d'aleshores ha passat a ser la principal senya d'identitat de la ciutat de Burjassot. En l'actualitat, i a causa del creixement de la ciutat, el Pati de les Sitges forma part del centre neuràlgic, junt a l'Ajuntament i la plaça d'Emilio Castelar.
El 2018 cau una part del mur principal per les fortes pluges.

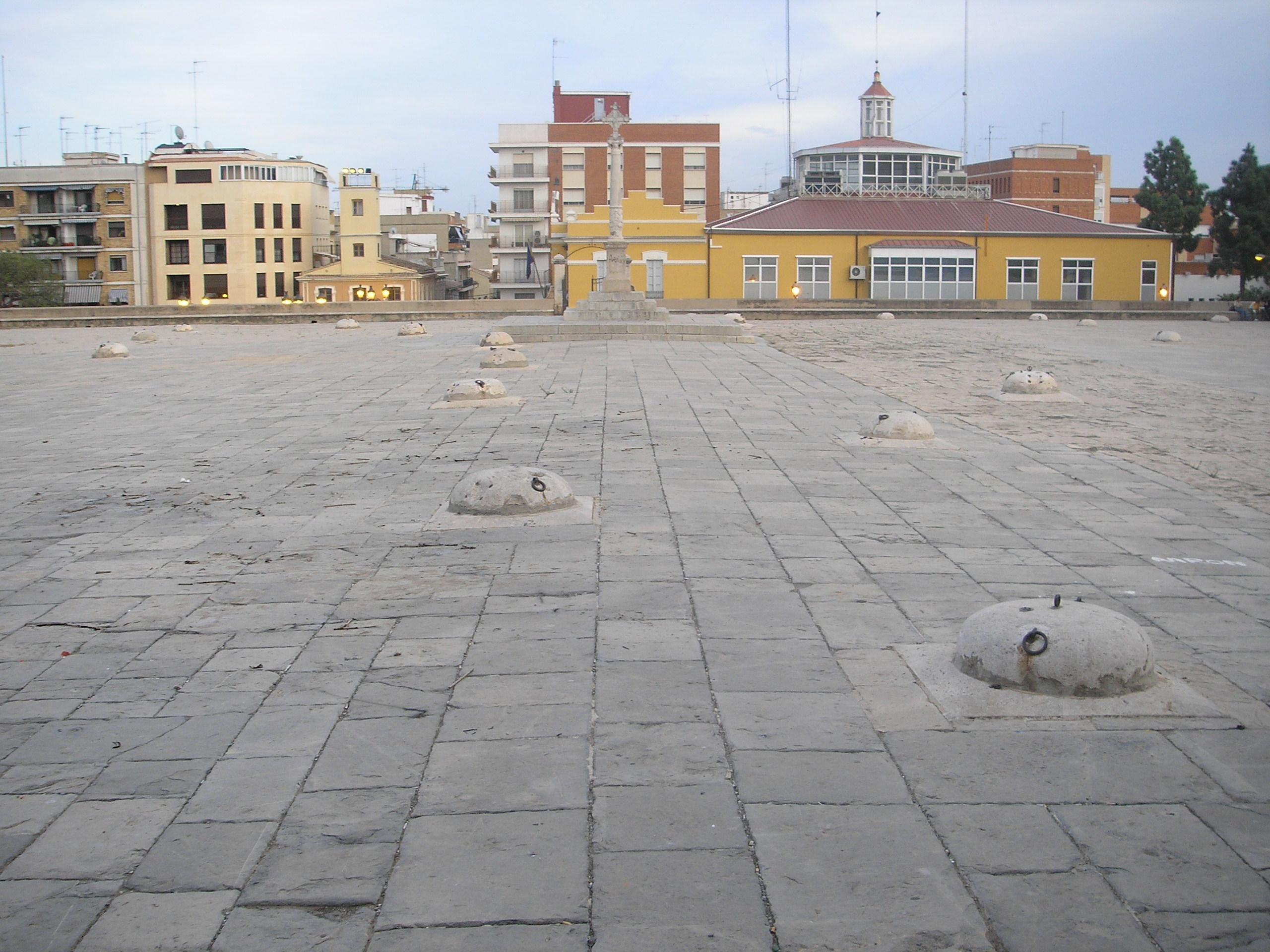
Vista general de les Sitges amb la creu plateresca al centre.

## Estructura i estil
La part més visible del monument la componen les tapadores semiesfèriques de pedra de les sitges (conegudes com a pilons), que estan disposades de manera irregular a un pati enllosat de perímetre trapezoïdal d'uns setanta-cinc metres de costat. Les boques de les sitges tenen un diàmetre interior d'uns seixanta centímetres. Cada tapa té gravats dos números: el primer indica el número de sitja i l'altre la capacitat en cafissos, que oscil·la entre cent cinquanta fins a mil dos-cents setanta-huit cafissos.
Al centre del conjunt hi ha una creu renaixentista situada sobre una columna, i aquesta sobre un pedestal. Al costat del Pati de les Sitges es troba l'ermita de Sant Roc i de la Mare de Déu de la Cabeça (patrons del municipi) coetània a la construcció de les primeres sitges, un pou de l'any 1795 i diversos magatzems auxiliars. Aquests es coneixen popularment com a embarronats, ja que els porxos estan tancats per barrots de ferro (originalment de fusta).